# Марьяш, Ирина Евгеньевна
Ирина Евгеньевна Марьяш (род. 15 июня 1967 года, Кисловодск, Ставропольский край, РСФСР, СССР) — российский государственный и политический деятель, депутат Государственной думы Федерального собрания Российской Федерации VII созыва, член фракции «Единая Россия», член комитета Госдумы по контролю и Регламенту.

## Биография
В 1989 году получила высшее образование в Горском сельскохозяйственном институте, окончив экономический факультет. В 1997 году прошла переподготовку в Северо-Кавказской академии государственной службы. В 1989 году была принята на работу в исполком Прохладненского района КБР в плановый отдел на должность старшего экономиста — главного специалиста по планированию и экономике. В 1992 году перешла на работу в администрации Прохладненского района на должность ведущего специалиста в отделе экономики и прогнозирования, позже была назначена начальником отдела, работала в этой должности до 1994 года. С 1994 по 2009 год работала в администрации Прохладненского района заместителем главы администрации по экономике и финансам. В марте 2009 года выдвигалась от партии «Единая Россия» в депутаты парламента КБР, по итогам выборов стала депутатом парламента КБР IV созыва. В 2012 году досрочно сложила депутатские полномочия в связи с назначением на должность первого заместителя председателя правительства КБР. С 2014 года работала в Контрольно-счетной палате КБР в должности председателя КСП.
В сентябре выдвигалась в Госдуму от партии «Единая Россия», по результатам выборов в депутаты не прошла. 28 сентября 2016 года Ирина Марьяш получила вакантный мандат Юрия Кокова, который отказался покинуть пост Главы Кабардино-Балкарской Республики. С 30 сентября 2016 года стала депутатом Государственной Думы VII созыва.

## Законотворческая деятельность
С 2016 по 2019 год, в течение исполнения полномочий депутата Государственной Думы VII созыва, выступила соавтором 78 законодательных инициатив и поправок к проектам федеральных законов.

## Награды
- Почетная грамота Правительства Кабардино-Балкарской Республики
- Нагрудный знак Госкомстата России «За активное участие во Всероссийской переписи населения 2002 года»
- Почетная грамота Кабардино-Балкарской Республики
- Почетная грамота Парламента Кабардино-Балкарской Республики
- Благодарность Председателя Совета Федерации Федерального Собрания Российской Федерации
- Медаль ордена «За заслуги перед Отечеством» II степени